# Pentafluoroetano
Il pentafluoroetano (identificato dagli standard internazionali come HFC 125 o come NAF S 125 o R-125) è un idrofluorocarburo gassoso fluorurato, utilizzato come fluido refrigerante (in particolare è adatto per applicazioni a saturazione totale) o come agente estinguente.
Tra tutti gli agenti estinguenti alogenati a zero ODP, il NAF S 125 è quello che richiede la più bassa concentrazione di spegnimento in peso. Grazie alle sue caratteristiche fisiche, molto simili a quelle dell'Halon 1301, il NAF S 125 può essere impiegato anche per la protezione dei rischi a temperatura sotto zero.
Con un punto di ebollizione di –48.5 °C, il NAF S 125 si distribuisce rapidamente ed in modo uniforme all'interno dell'ambiente protetto anche a temperature ben al di sotto di 0° C ed in presenza di ostacoli. Utilizzato nei caccia dall'aviazione statunitense, è considerato dalla Federal Aviation Administration una delle alternative all'Halon 1301 più interessanti per il settore dell'aeronautica civile.
Grazie ad una bassa tossicità acuta, NAF S 125 è idoneo all'utilizzo in aree normalmente occupate. Il massimo tempo di esposizione alle varie concentrazioni del NAF S 125 è stato calcolato dalla U.S. EPA con il modello PBPK. Nello Standard NFPA 2001 (Edizione 2000), il limite all'esposizione di NAF S 125 è fissato all'11.5% per 5 minuti.